# Hotaka (góra)
Hotaka (jap. 穂高岳 Hotaka-dake) – góra w Japonii, w pasmie gór Hida, jej wysokość wynosi 3 190 m n.p.m.
Położona jest na granicy prefektur: Nagano i Gifu.